# このリズムで
「このリズムで」は、日本のシンガーソングライターである玉置浩二の楽曲。
2001年3月28日にBMGファンハウスから17枚目のシングルとしてリリースされた。前作「aibo」（2000年）よりおよそ1年ぶりのリリースとなり、作詞および作曲は玉置が担当している。
「本当に大切なものはなにか」をテーマとした歌詞による淡々とした曲調の楽曲であり、9枚目のアルバム『スペード』（2001年）と同時リリースされた。本作は前作に引き続きノンタイアップとなり、オリコンシングルチャートでは最高位96位となった。
同年7月25日には本作を題材としたビデオシングルがリリースされている（ミュージック・ビデオの節を参照）。

## 音楽性と歌詞
本作が収録された9枚目のアルバム『スペード』（2001年）は、軽井沢に位置する玉置の自宅兼プライベートスタジオでレコーディングが行われ、様々な要素を削ぎ落したシンプルなロックやブルースで構成されており、ベスト・アルバム『ALL TIME BEST』（2017年）の楽曲解説では、「人肌の温かさとでもいうべき心地よさと、カッコよさとを湛えている」と表記している。
また同解説では本作に関して、淡々とした曲調ではあるものの単調にもドライな雰囲気にもならず、「“本当に大切なものはなにか”という事を、情緒豊かなボーカルで、ひと言ひと言大切に歌ってくれている」と表記している。

## リリース、チャート成績
本作は2001年3月28日にBMGファンハウスよりマキシシングルとしてリリースされた。本作は前作に引き続きノンタイアップとなっている。
本作はオリコンシングルチャートにて最高位96位の登場週数1回となり、売り上げ枚数は0.2万枚となった。2022年に実施されたねとらぼ調査隊による玉置のシングル曲人気ランキングでは19位となった。

## ミュージック・ビデオ
本作のミュージック・ビデオは「このリズムで」のタイトルで2001年7月25日にビデオシングルとしてVHSでリリースされた。玉置のライブ・ビデオ以外での映像作品は『"All I Do" Filmed in U.K』（1987年）以来13年半ぶりのリリースとなった。同ビデオには一般公募した男女とも同年齢の人々が出演しているが、収録された映像の全編DVD化はされていない。
VHSパッケージの裏側には【玉置浩二と300名を超える応募者の中から選ばれた15人の昭和42年生まれの出演者たちの宝物である「家族」「自分」「友人と子供達」「宗谷岬」「ボクシングシューズ」等、一人一人が大切にしている人生のストーリーを全編に描いている】と本作のコンセプトが記されている。メイキング映像内の字幕スーパーには、VHSケースのジャケット裏面にスペースの都合上、短文でまとめられた同作のコンセプトを深く掘り下げた以下のコメントが掲載されている。
本作のコンセプトは楽曲「このリズムで」が持つ「人生観」を映像化するため「一般の方の人生をカメラに収めたい」と考えました。世代は60年に一度の丙午の翌年生まれで高い出生率を記録した昭和42年生まれの人達に決めた理由としては人口が多いゆえに時代の変化の激しい波を受けた人々にスポットライトを当てることで今30代中盤を迎え「人は何を思い、何を生き甲斐に生きているのか?」自分のリズムでまじめに生きている人、まじめに生きようとしている人の姿を、ここの曲と共に映し出せたらと考えました。
同ビデオ収録内容は、「このリズムで（スペシャルバージョン）」には玉置のみが出演し、「メイキングシーン」においてはアルバム『スペード』収録曲「太陽になる時が来たんだ」をBGMに、出演者15人それぞれを名前入りで宝物を紹介するシーンが収録されている。応募した一部の出演者の手紙と同封された写真の映像も挿し込まれている。最後に、15人の出演者とスタッフでの記念撮影映像で締め括られている。最後に収録された「このリズムで（オリジナルバージョン）」では出演者15人が宝物と共に次々と登場する内容となっている。

## シングル収録曲

### マキシシングル
| 全作詞: 玉置浩二。 |                        |           |                      |                              |      |
| #                  | タイトル               | 作詞      | 作曲                 | 編曲                         | 時間 |
| 1.                 | 「このリズムで」       | 玉置浩二  | 玉置浩二             | 玉置浩二、矢萩渉、安藤さと子 | 3:35 |
| 2.                 | 「願い」(Live Version) | 玉置浩二  | 玉置浩二、安藤さと子 | 玉置浩二                     | 3:31 |
| 合計時間:          | 合計時間:              | 合計時間: | 合計時間:            | 7:06                         |      |

### ビデオシングル
| 全作詞・作曲: 玉置浩二、全編曲: 玉置浩二、矢萩渉、安藤さと子。 |                                        |          |            |      |
| #                                                              | タイトル                               | 作詞     | 作曲・編曲 | 時間 |
| 1.                                                             | 「このリズムで」(スペシャルバージョン) | 玉置浩二 | 玉置浩二   | 4:01 |
| 2.                                                             | 「メイキングシーン」                   | 玉置浩二 | 玉置浩二   | 9:32 |
| 3.                                                             | 「このリズムで」(オリジナルバージョン) | 玉置浩二 | 玉置浩二   | 5:32 |
| 合計時間:                                                      | 合計時間:                              | 19:05    |            |      |

## 参加ミュージシャン
- 玉置浩二 - ボーカル、コーラス、ギター、ベース、ドラムス、パーカッション
- 矢萩渉 - ギター、コーラス
- 安藤さと子 - キーボード、コーラス

## リリース履歴
| No. | 日付          | レーベル        | 規格           | 規格品番  | 最高順位 | 備考 |
| --- | ------------- | --------------- | -------------- | --------- | -------- | ---- |
| 1   | 2001年3月28日 | BMGファンハウス | マキシシングル | FHCF-5027 | 96位     |      |
| 2   | 2001年7月25日 | BMGファンハウス | VHS            | FHVF-1150 | -        |      |

## 収録アルバム
「このリズムで」
- 『スペード』（2001年）
- 『Best Harvest』（2003年）
- 『ALL TIME BEST』（2017年）

「願い」
- 『Best Harvest』（2003年）